# Ценя-Перша
Ценя-Перша (пол. Cienia Pierwsza) — село в Польщі, у гміні Опатувек Каліського повіту Великопольського воєводства.
Населення — 167 осіб (2011).
У 1975-1998 роках село належало до Каліського воєводства.

## Демографія
Демографічна структура станом на 31 березня 2011 року:
|          | Загалом | Допрацездатний вік | Працездатний вік | Постпрацездатний вік |
| -------- | ------- | ------------------ | ---------------- | -------------------- |
| Чоловіки | 88      | 23                 | 49               | 16                   |
| Жінки    | 79      | 17                 | 43               | 19                   |
| Разом    | 167     | 40                 | 92               | 35                   |